# Blinde baarszalmen
Blinde baarszalmen (Amblyopsidae) zijn een familie van straalvinnige vissen uit de orde van Baarszalmen (Percopsiformes).

## Geslachten
- Amblyopsis DeKay, 1842
- Chologaster Agassiz, 1853
- Forbesichthys D. S. Jordan, 1929
- Typhlichthys Girard, 1859
- Speoplatyrhinus  J. E. Cooper & Kuehne, 1974